# Pekinger Institut für Steuerungstechnik
Das Pekinger Institut für Steuerungstechnik (chinesisch 北京控制工程研究所, Pinyin Běijīng Kòngzhì Gōngchéng Yánjiūsuǒ, englisch Beijing Institute of Control Engineering bzw. BICE), auch bekannt als „Institut 502“ (五〇二所), ist eine Einrichtung der Chinesischen Akademie für Weltraumtechnologie im Pekinger Stadtbezirk Haidian, die sich schwerpunktmäßig mit der Entwicklung und Herstellung von Steuerungs- und Lageregelungssystemen für Satelliten befasst.

## Geschichte

### Institut für Automatisierung und Fernsteuerung
Am 31. Januar 1956 fand unter der Leitung von Premierminister Zhou Enlai und Feldmarschall Chen Yi, der beim Zentralkomitee der Kommunistischen Partei Chinas für den Bereich Wissenschaft zuständig war, eine Konferenz mit 787 Delegierten von 23 mit Wissenschaft und Technik befassten Einrichtungen des ganzen Landes statt, bei der ein Plan für die Entwicklung der Wissenschaft im Laufe der folgenden 12 Jahre aufgestellt werden sollte. Die Konferenzteilnehmer kamen zu dem Schluss, dass es vier Schlüsseltechnologien gäbe, bei denen man in möglichst kurzer Zeit auf internationales Niveau kommen müsste: Rechnertechnik, Automatisierung, Elektronik und Halbleiter. Die Chinesische Akademie der Wissenschaften wurde beauftragt, entsprechende Einrichtungen aufzubauen.
Nach ersten Vorarbeiten schickte Zhang Jingfu, der als Vizepräsident der Chinesischen Akademie der Wissenschaften für die organisatorischen Aspekte zuständig war, am 18. August 1956 ein Memorandum an Chen Yi, wo er neben Instituten für Rechnertechnik und Elektronik die Aufstellung einer Planungskommission für ein der Akademie unterstelltes Institut für Automatisierung und Fernsteuerung (中国科学院自动化及远距离操纵筹备委员会) vorschlug, komplett mit einer Namensliste der Kommissionsmitglieder. Als Kommissionsvorsitzender sollte der Physiker Qian Weichang fungieren. Am 25. August 1956 billigte Chen Yi den Vorschlag und meldete dies Zhou Enlai. Im Laufe des September trafen 42 frisch graduierte Hochschulabsolventen in Peking ein, die das Personal des Instituts bilden sollten, und am 11. Oktober 1956 fand die erste erweiterte Sitzung der Planungskommission statt, auf der die Forschungsgebiete festgelegt und den einzelnen Wissenschaftlern ihre Aufgaben zugewiesen wurden.
Dies gilt heute als Gründungstag des Pekinger Instituts für Steuerungstechnik.
Zunächst befasste man sich mit der Erarbeitung der theoretischen Grundlagen für automatische Regelung, vor allem für den elektrischen Vortrieb von Werkzeugen, sowie mit ferngesteuerten Produktionsprozessen. Hierbei arbeitete man eng mit der Industrie zusammen, so zum Beispiel mit der Werkzeugmaschinenfabrik Kunming (昆明机床厂), für die man innerhalb von zwei Jahren eine deutliche Geschwindigkeitserhöhung bei ihren Kopierfräsmaschinen erreichte. In den ersten Jahren arbeitete man auch mit anderen sozialistischen Staaten zusammen. Sowjetische Gastdozenten hielten Vorträge auf Russisch, chinesische Delegationen bereisten die Sowjetunion und die Tschechoslowakei.
Als Mao Zedong nach dem Start von Sputnik 1 auf der Zweiten Sitzung des VIII. Parteitags der KPCh am 17. Mai 1958 erklärte, dass China nun auch ein Satellitenprogramm auflegen werde und die Akademie der Wissenschaften mit den entsprechenden Arbeiten beauftragt wurde – das „Projekt 581“ – ergaben sich für das Institut neue Aufgaben. Am 9. August 1958 wurde das „1. Labor“ (第一研究室) unter der Leitung des Physikers und stellvertretenden Institutsvorstands Lu Yuanjiu (陆元九, 1920–2023) gegründet, das sich mit Entwicklung und Herstellung der Steuerungssysteme für den Satelliten befassen sollte. Bereits damals schlug Lu Yuanjiu vor, dass man versuchen sollte, den Satelliten ferngesteuert zur Erde zurückzuholen.
Dies war alles noch sehr visionär, ebenso wie das im Oktober 1958 auf einer Wissenschaftsausstellung gezeigte Modell einer Höhenforschungsrakete mit Kabine für ein Versuchstier. Man befand sich jedoch gerade im Großen Sprung nach vorn und wurde von einer Welle des Enthusiasmus getragen. Am 21. August 1958  gründeten Qian Xuesen, Zhao Jiuzhang und der Geophysiker Wei Yiqing (卫一清, 1915–1988) im Zusammenhang mit dem Satellitenprojekt drei Ingenieurbüros:
- Ingenieurbüro 1001 (1001设计院, Gesamtplanung für Satellit und Trägerrakete)
- Ingenieurbüro 1002 (1002设计院, Steuersysteme)
- Ingenieurbüro 1003 (1003设计院, Nutzlast des Satelliten)

Innerhalb des auf dem Gelände der Militärhochschule im Stadtbezirk Haidian angesiedelten und mit Personal aus dem Institut für Automatisierung und Fernsteuerung besetzten Ingenieurbüros 1002, auch bekannt als „Zweites Ingenieurbüro“ (第二设计院), gab es drei Labors:
- Labor 310 (310室, Steuerungssysteme auf dem Satelliten)
- Labor 320 (320室, Telemetrie und Fernsteuerung)
- Labor 330 (330室, Flugbahnsimulation und Entwicklung der hierfür nötigen Rechner)[2]

Am 21. Januar 1959 ordnete jedoch Deng Xiaoping (damals Generalsekretär des Politbüros der KPCh) an, das Satellitenprojekt zunächst zurückzustellen, da es mit der Wirtschaftskraft des Landes nicht vereinbar wäre.
Die Parteizelle bei der Akademie der Wissenschaften beschloss, die Arbeiten an einer Trägerrakete und dem geplanten Satelliten einzustellen und sich auf Höhenforschungsraketen sowie Grundlagenforschung zu Satelliten zu konzentrieren. Das „Zweite Ingenieurbüro“ wurde in „Zweite Abteilung“ (二部) umbenannt und blieb unter diesem Namen mit den drei Labors erhalten. Als im Dezember 1959 ein neues Institutsgebäude fertiggestellt war, verließ die Zweite Abteilung die Militärhochschule und bezog dort Räumlichkeiten.

### Institut für Automatisierung
Das Institut für Automatisierung und Fernsteuerung hatte zwar am 11. Oktober 1956 seine Arbeit aufgenommen, war aber bis Anfang 1960 formaljuristisch immer noch in Planung begriffen. Am 16. Februar 1960 genehmigte schließlich die Staatskommission für Wissenschaft und Technologie die Einrichtung eines vollwertigen Instituts der Akademie der Wissenschaften, nun unter dem kürzeren Namen „Institut für Automatisierung“ (中国科学院自动化研究所).
Eines der wichtigsten Projekte jener Zeit war die unter der Leitung von Zhu Peiji (朱培基, 1921–2006) in Zusammenarbeit mit der Shanghaier Fabrik für wissenschaftliche Instrumente (上海科学仪器厂) durchgeführte Entwicklung des Analogrechners J-331.
Nach der Erteilung des Auftrags durch die Kommission für Wehrtechnik der Volksbefreiungsarmee im März 1960 begann man zunächst mit dem Entwurf der Operationsverstärker und Multiplizierer.
Der Rechner wurde primär zur Simulation der Flugbahn von ballistischen Raketen benötigt. Am Institut waren zwischen 1956 und 1959 bereits kleinere Analogrechner (DMZ-1 bis DMZ-4) entwickelt worden, die unter anderem bei der Konstruktion der Kurzstreckenrakete Dongfeng 1 zum Einsatz kamen. Eine Echtzeit-Simulation der Flugbahn von Raketen, die in den Weltraum eindrangen, oder gar von Satellitenorbits war jedoch wesentlich anspruchsvoller. Zu jener Zeit gab es zwar bereits auf Elektronenröhren basierende Digitalrechner, aber deren Rechengeschwindigkeit reichte bei weitem nicht aus. Analogrechner waren damals schneller, aber die Rechengenauigkeit hing von der Herstellungsgenauigkeit der einzelnen Bauteile ab – Fehler potenzierten sich.
Im Juni 1961 begann die Shanghaier Fabrik für wissenschaftliche Instrumente mit der Testproduktion einzelner Komponenten. Ein Problem dabei war die Geheimhaltung, die den Informationsaustausch zwischen dem Institut und der Fabrik sowie zwischen den an dem Projekt beteiligten Wissenschaftlern und institutsfremden Fachkollegen erschwerte. Ursprünglich war J-331 als „streng geheim“ (绝密) eingestuft, was die Arbeit unmöglich machte. Nach Protesten von Zhu Peiji einigte man sich darauf, dass man einen Universalrechner entwickelte, der aber bei Bedarf mit einigen Änderungen auch zur Berechnung der Flugbahn von Raketen sowie deren Lenkung verwendet werden konnte. Daraufhin wurde das Projekt auf „Verschlusssache-Vertraulich“ (秘密) heruntergestuft. Zhu Peiji musste jedoch immer noch mit Musterexemplaren und Dokumenten nach Shanghai reisen und sie dort persönlich einem Vertrauensmann der Fabrik übergeben.
Im Dezember 1964 konnte der Rechner der Kommission für Wehrtechnik übergeben werden. Der Fehler bei der Lösung von Differentialgleichungen 16. Ordnung mit konstanten Koeffizienten lag bei weniger als 1 %, der Fehler bei der Lösung von Differentialgleichungen 10. Ordnung mit nicht konstanten Koeffizienten lag bei weniger als 3 %.
Am 20. Juni 1965 erhielt das Institut für den Analogrechner J-331 den Exzellenzpreis der Chinesischen Akademie der Wissenschaften (中国科学院优秀奖).
Nachdem im Januar 1965 das Satellitenprojekt wieder aufgenommen worden war – nun unter Leitung des  8. Ingenieurbüros beim Siebten Ministerium für Maschinenbauindustrie – gründete die Chinesische Akademie der Wissenschaften am 25. Januar 1966 das nach jenem Datum benannte „Ingenieurbüro 651“. Dem Institut für Automatisierung wurde die Aufgabe übertragen, das Abspielgerät für die Hymne „Der Osten ist rot“ zu konstruieren.
Wegen der stark exzentrischen Bahn des Satelliten musste die Geschwindigkeit variabel sein, damit der Doppler-Effekt nicht die Musikqualität beeinträchtigte.
Am 31. Mai 1966 beschloss das Siebte Ministerium für Maschinenbauindustrie gemeinsam mit der Chinesischen Akademie der Wissenschaften, den Satelliten „Dong Fang Hong I“ zu nennen, also „Der Osten ist rot 1“.
Kurz darauf brach die Kulturrevolution aus. Dies hatte zunächst keine Auswirkungen auf das Institut. Ein Test der Mittelstreckenrakete Dongfeng 2 am 27. Oktober 1966, bei dem ein Atomsprengkopf vom Kosmodrom Jiuquan zum Kernwaffentestgelände Lop Nor transportiert und zielgenau zur Explosion gebracht wurde, war ein voller Erfolg. Anfang 1967 wurden dann alle nichtmilitärischen Forschungsarbeiten eingestellt. Raumfahrt war jedoch von militärischer Bedeutung, die Entwicklung von Dong Fang Hong I lief regulär weiter. Parallel dazu arbeitete man an einem Satelliten, der aus dem Orbit fotografische Aufnahmen gegnerischer Einrichtungen machen und die belichtete Filmrolle zur Erde zurückbringen konnte. Qian Xuesen, damals stellvertretender Leiter des Siebten Ministeriums für Maschinenbauindustrie, hatte dies bereits 1965 vorgeschlagen. Auf einer Arbeitstagung am 11. September 1967 wurde der Bau des später „Jianbing 1“ genannten Satelliten beschlossen, dem Institut wurde die Entwicklung der Lageregelungssysteme und der Kamerasteuerung übertragen.

### Institut für Weltraumsteuerungstechnik
Am 20. Februar 1968 wurde auf Initiative von Feldmarschall Nie Rongzhen, dem Vorsitzenden der Kommission für Wehrtechnik der Volksbefreiungsarmee, aus dem Institut für Automatisierung der Chinesischen Akademie der Wissenschaften, der Shanghaier Fabrik für wissenschaftliche Instrumente sowie elf weiteren Fabriken und Instituten die Chinesische Akademie für Weltraumtechnologie gebildet. Das Institut für Automatisierung wurde am 29. Februar 1968 in „Institut für Weltraumsteuerungstechnik“ (空间控制技术研究所) umbenannt. Dong Fang Hong I startete am 24. April 1970, womit China zur Raumfahrtnation wurde. Der erste erfolgreiche Start eines Rückkehrsatelliten fand am 26. November 1975 statt.
Die Chinesische Akademie der Wissenschaften gründete am 17. Februar 1970 ein neues Institut für Automatisierung, das aber nur im zivilen Bereich arbeitete und arbeitet. Einige der ersten Mitarbeiter kamen zwar aus dem alten Institut gleichen Namens, organisatorisch haben die beiden Institute jedoch nichts miteinander zu tun.

## Arbeitsgebiete
Nach der Gründung der China Aerospace Science and Technology Corporation am 1. Juli 1999 wurde die Akademie für Weltraumtechnologie dem neuen Konzern als „Fünfte Akademie“ angeschlossen, dementsprechend erhielt das Institut für Weltraumsteuerungstechnik die Bezeichnung „Institut 502“ (2. Institut der 5. Akademie). Später wurde dies dann in „Pekinger Institut für Steuerungstechnik“ geändert, wenngleich „Institut 502“ weiterhin verwendet wird. Derzeit ist man in fünf Fachbereichen tätig:
- Antriebssysteme

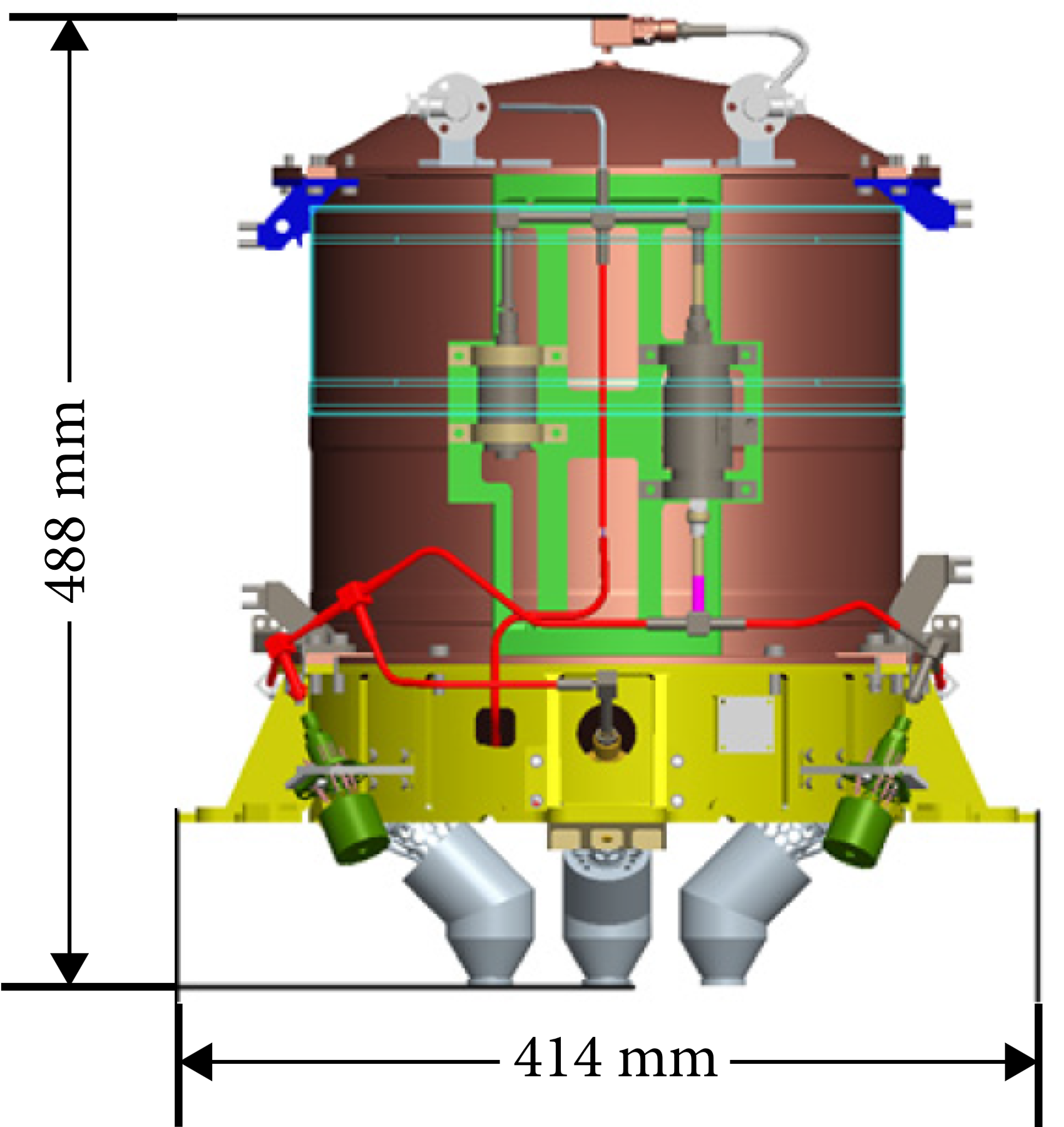
Antriebssystem der Kleinsatelliten DSLWP-A und DSLWP-B

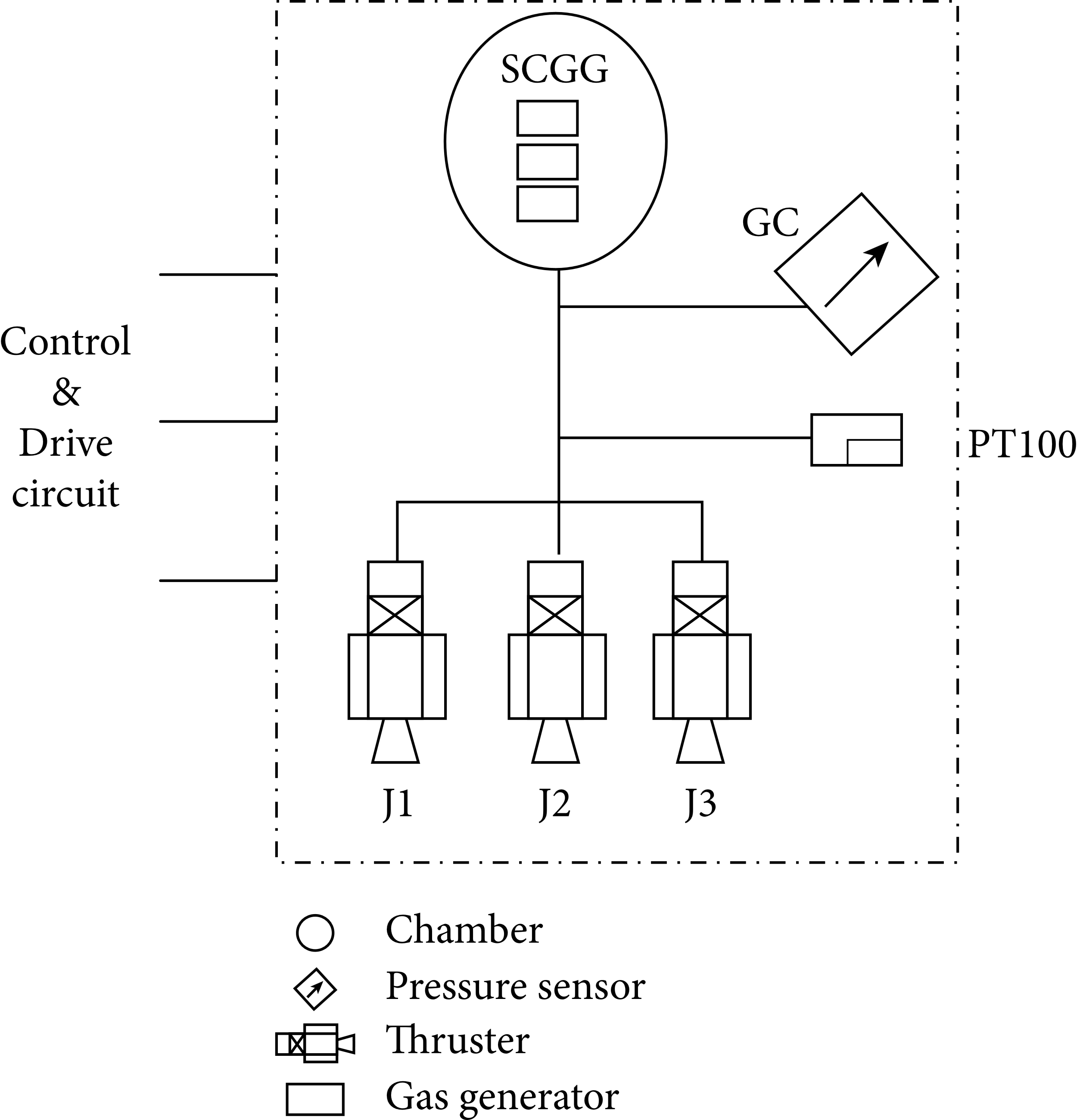
Feststoff-Kaltgas-Antriebsmodul

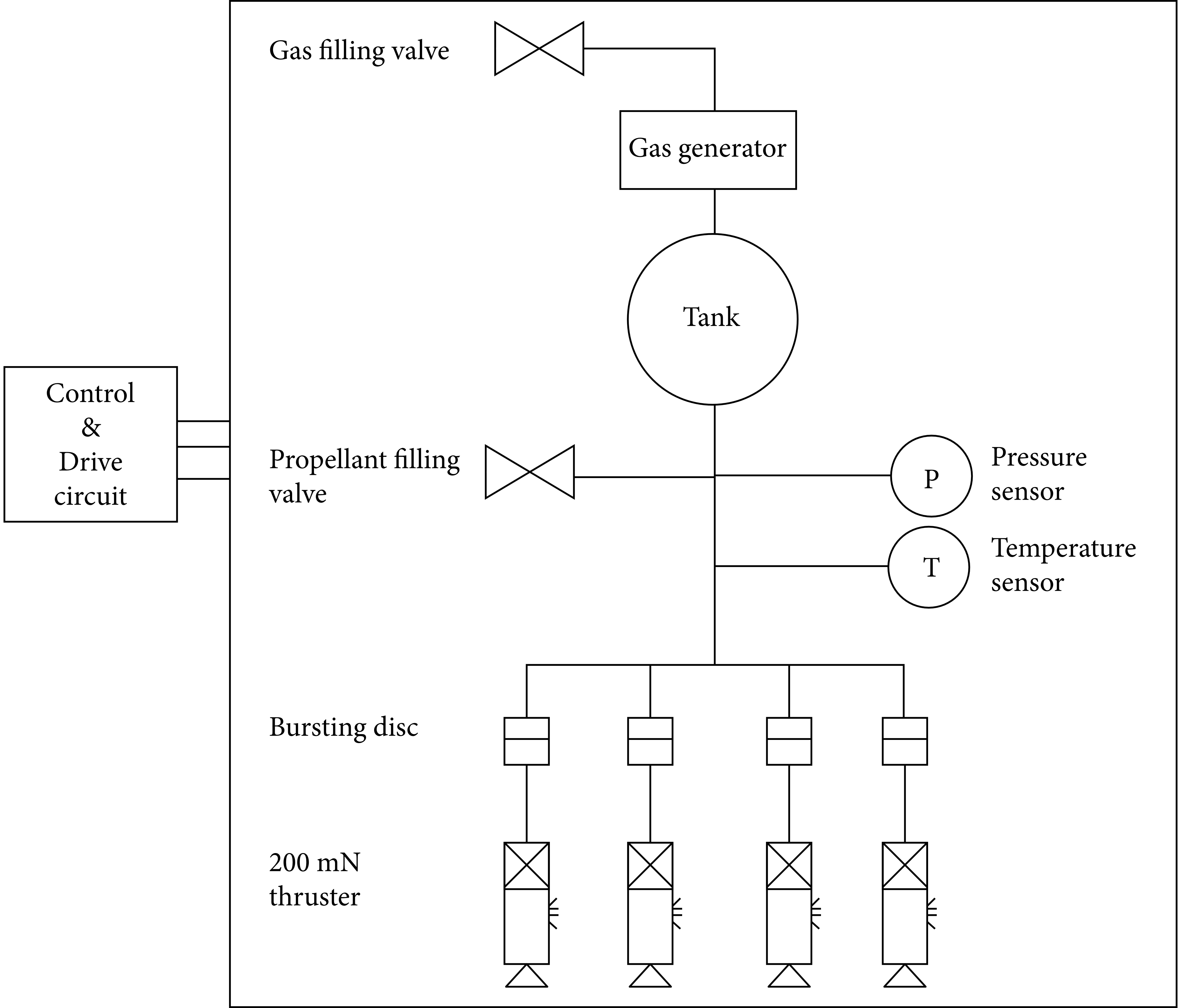
Druckgasgeförderter ADN-Antrieb

  - Bahnkorrektur- und Lageregelungstriebwerke
  - Treibstofftanks
  - Gastanks
  - Ventile und Filter
- Elektromechanik
  - Schwungräder
  - Gyroskopische Stabilisierung
  - Gefesselte Kreisel
  - Magnettorquer
- Antriebe für schwenkbare Solarmodule[12]
- Elektronik
  - Bordcomputer
  - Weltraumtaugliche Betriebssysteme
- Optik
  - Sternsensoren
  - Sonnensensoren
  - Erdsensoren
  - Bildgeber für Rendezvous- und Koppelsysteme[1]

Eines der bekanntesten Produkte des Instituts war das Antriebssystem der beiden identischen Forschungssatelliten DSLWP-A und DSLWP-B, die am 20. Mai 2018 zusammen mit dem Relaissatelliten Elsternbrücke zum Mond geschickt wurden. Zusammen mit 16 kg des monergolen Treibstoffs Hydrazin für die vier Bahnkorrekturtriebwerke von 5 N und vier Lageregelungstriebwerke von 0,2 N Schubkraft wog die Einheit 23,1 kg, bei einem Gesamtgewicht des Satelliten von 47 kg. Für Tianqin-1, einen Technologieerprobungssatelliten für ein orbitales Gravitationswellen-Observatorium, entwickelte das Institut 502 Kaltgastriebwerke, die mit einer Präzision von 0,1 μN gesteuert werden konnten.
Damit gelang es bei Tests im Orbit, die Restbeschleunigung des Satelliten durch den Strahlungsdruck des Sonnenlichts und die Partikel des Sonnenwinds auf 0,1 nm/s2 zu reduzieren.
Speziell für den Formationsflug und andere Bahnmanöver von Mikro- und Nanosatelliten wurden zwei Feststoff-Kaltgas-Antriebsmodule mit einem Gewicht von 1,2 kg und einem Impuls von 100 Ns bzw. 640 g und einem Impuls von 30 Ns entwickelt. Dabei wird der Treibstoff, aufgeteilt auf mehrere Gaserzeuger-Einheiten, in fester Form mitgeführt. Bei Bedarf wird der Festtreibstoff in einer Gaserzeuger-Einheit entzündet, Stickstoff entsteht und wird unter hohem Druck im Gasbehälter zwischengespeichert, von wo er über regelbare Ventile in die Triebwerke geleitet wird. Der Druck im Gasbehälter wird immer in einem gewissen Bereich gehalten; wenn er unter einen vorgegebenen Grenzwert sinkt, wird neues Gas erzeugt. Bei dem kleinen Modell, das 2018, installiert in den Technologieerprobungssatelliten Weina 1B (微纳技术试验卫星) der Hangtian Dong Fang Hong GmbH erfolgreich Formationsflugtests mit der aus drei Einzelsatelliten bestehenden Erdbeobachtungssatelliten-Gruppe Yaogan 31-01 durchführte, wurde der Druck im Gasbehälter zwischen 0,1 MPa und 1,5 MPa gehalten, was einem maximalen Schub von 3 mN bzw. 50 mN entspricht.
Nach einem ähnlichen Prinzip funktioniert ein mit der monergolen Flüssigtreibstoff-Mischung Ammoniumdinitramid, Methanol und Wasser arbeitendes Antriebsmodul. Der Stickstoff für die Druckgasförderung des Treibstoffs wird hier mit von den Feststoff-Kaltgas-Antriebsmodulen übernommenen Gaserzeuger-Einheiten erzeugt. Wenn der Druck im Treibstofftank unter einen gewissen Grenzwert fällt, wird eine neue Gaserzeuger-Einheit gezündet. Das bei der am 13. November 2019 gestarteten, aus fünf Einzelsatelliten bestehenden Erdbeobachtungssatelliten-Gruppe Ningxia-1 (宁夏一号) der Dong Fang Hong GmbH eingesetzte Modul wiegt 1,3 kg. Es erzeugt mit vier Einzeltriebwerken einen Gesamtimpuls von 850 Ns und einen Schub von 200 mN, wobei sich die Wand der Brennkammer auf etwa 1000 °C erhitzt.
Seit Chinas erstem Satelliten Dong Fang Hong I finden sich in 90 % der von der Chinesischen Akademie für Weltraumtechnologie gebauten Raumflugkörper, von Satelliten über Tiefraumsonden bis zu bemannten Raumschiffen, Komponenten aus dem Pekinger Institut für Steuerungstechnik. Im Jahr 2019 generierten die gut 2000 Mitarbeiter Einnahmen von 7 Milliarden Yuan. Zum Vergleich: die Gesamteinnahmen des Mutterkonzerns China Aerospace Science and Technology Corporation betrugen in jenem Jahr 250,2 Milliarden Yuan.

## Lehre
Das Institut für Steuerungstechnik fungierte von Anfang an auch als Lehranstalt, zunächst um eigenes Personal auszubilden. Ab Januar 1959 wurden jedoch am Zweiten Ingenieurbüro bzw. der Zweiten Abteilung, wo man nach der Einstellung des Satellitenprojekts mehr Zeit hatte, auf den Gebieten Mathematik, elektronische Schaltkreise und Prinzipien der Regeltechnik Fortbildungskurse für Studienabbrecher angeboten, die an den Außenstellen der Akademie der Wissenschaften in den Provinzen als Hilfskräfte tätig waren und von dort nach Peking geschickt wurden. Ab 1978 wurden Diplomanden und Doktoranden aufgenommen – die Chinesische Akademie für Weltraumtechnologie ist zwar ein Industriebetrieb, hat aber auch die Berechtigung, akademische Grade zu verleihen – Stand 2022 jedoch nur noch Doktoranden, wobei das Angebot an Studienplätzen begrenzt ist. Als am 15. September 2022 das Bewerbungsverfahren für das Studienjahr 2023/2024 eröffnet wurde, wurden nur 8 Studienplätze mit relativ eng definierten Themen für die Doktorarbeiten angeboten, alle mit Bezug zu automatischer Steuerung, autonomen Koppelmanövern und Navigation.
Die Dissertationen am Institut sind Teil von laufenden Projekten, sei es in der Vorplanungsphase, bereits in Entwicklung befindliche Raumflugkörper oder von der Nationalen Stiftung für Naturwissenschaften finanzierte Grundlagenforschung. Dafür werden keine Studiengebühren erhoben, die Studenten werden in firmeneigenen Wohnheimen untergebracht, sind über die Firma kranken- und unfallversichert und erhalten einen Zuschuss zu den Lebenshaltungskosten. Nach der Promotion besteht eine Übernahmegarantie für sämtliche Abteilungen, Forschungsinstitute und Fabriken der Chinesischen Akademie für Weltraumtechnologie oder wahlweise Unterstützung bei der Suche nach einem Arbeitsplatz in einer anderen Firma oder der Gründung einer eigenen Firma.